# Termas de Caldelas
As Termas de Caldelas situam-se na freguesia de Caldelas, Amares, Portugal.
O complexo termal é constituído pelas bicas de água, balneário e centro de medicina física e reabilitação, tendo como principais vocações, para além do bem estar e combate ao stress, o tratamento de perturbações do aparelho digestivo, pele e reumatismo.
Em Janeiro de 2021, foi anunciado que a Câmara de Amares vai comprar o Complexo Termal de Caldelas para dar continuidade a um projeto considerado “um marco” no concelho, pelo que recorreu a um empréstimo bancário de 1,1 milhões de euros.
A escritura da compra foi assinada em 29 de outubro de 2021.
Em janeiro de 2022, a Câmara de Amares aprovou, por unanimidade, a abertura de concurso público para a concessão do Complexo Termal de Caldelas, por um período de 30 anos, renovável por mais 20. A autarquia prevê um investimento privado que pode ultrapassar os quatro milhões de euros.
O Complexo Termal é gerido pela empresa SINTDEI - Sociedade Internacional de Desenvolvimento, Ensino e Investigação Ld, detentora do ISAVE - Instituto Superior de Saúde, que pretende aliar a investigação científica à promoção da saúde e bem-estar e reabriu em Julho de 2024.
A escritora Alice Vieira passou os seus verões aqui, dos 4 aos 14 anos. A sua experiência nas Termas inspirou a sua obra Águas de Verão.